# Катехоламины

Адреналин

Норадреналин

Дофамин

Катехоламины — физиологически активные вещества, выполняющие функцию химических посредников и «управляющих» молекул (медиаторов и нейрогормонов) в межклеточных взаимодействиях у животных и человека, в том числе в их мозге; производные пирокатехина.
К катехоламинам относятся, в частности, такие нейромедиаторы, как адреналин, норадреналин, дофамин (допамин). Адреналин часто, особенно в западной литературе, называют «эпинефрин» (то есть «вещество надпочечников»). Соответственно, норадреналин часто называют «норэпинефрин».

## Синтез

Биосинтез катехоламинов

Катехоламины адреналин, норадреналин и дофамин синтезируются в мозговом веществе надпочечников и мозге. Так как при различных заболеваниях катехоламины и их метаболиты, например, метанефрин и норметанефрин секретируются в повышенных количествах, их можно использовать в диагностических целях. При ряде психических заболеваний в определенных зонах мозга бывает недостаток катехоламинов.
Адреналин — конечный продукт биосинтеза катехоламинов. В целом синтез катехоламинов — это сложный биохимический процесс. Схематически это выглядит так:
Тирозин → ДОФА → Дофамин → Норадреналин → Адреналин.
Для катализа этого процесса необходим ряд ферментов.

## Функции
Катехоламины прямо или косвенно повышают активность эндокринных желез, стимулируют гипоталамус и гипофиз. При любой напряженной работе, особенно физической, содержание в крови катехоламинов увеличивается. Это приспособительная реакция организма к нагрузке любого рода. И чем более выражена реакция, тем лучше организм приспосабливается, тем быстрее достигается состояние тренированности. При интенсивной физической работе повышение температуры тела, учащение сердцебиения и др. вызвано выделением в кровь большого количества катехоламинов.
Адреналин называют «гормоном страха» из-за того, что при испуге сердце начинает биться чаще. Выброс адреналина происходит при любом сильном волнении или большой физической нагрузке. Адреналин повышает проницаемость клеточных мембран для глюкозы, усиливает распад углеводов (гликогена) и жиров, вызывает сужение сосудов органов брюшной полости, кожи и слизистых оболочек; расширяет сосуды скелетной мускулатуры. Артериальное давление под действием адреналина повышается. Если человек испуган или взволнован, то его выносливость резко повышается.
Норадреналин называют «гормоном ярости», так как в результате выброса в кровь норадреналина всегда возникает реакция агрессии, значительно увеличивается мышечная сила. Его секреция и выброс в кровь усиливаются при стрессе, кровотечениях, тяжелой физической работе и других ситуациях, требующих быстрой перестройки организма. Так как норадреналин оказывает сильное сосудосуживающее действие, его выброс в кровь играет ключевую роль в регуляции скорости и объема кровотока.
Дофамин вызывает повышение сердечного выброса, оказывает вазоконстрикторное действие, улучшает кровоток и пр., стимулирует распад гликогена и подавляет утилизацию глюкозы тканями. Дофамин также вызывает ощущение удовольствия, чем влияет на процессы мотивации и обучения. Дофамин вызывает повышение концентрации глюкозы в крови. Он участвует в регуляции образования гормона роста, в торможении секреции пролактина. Недостаточный синтез дофамина обусловливает нарушение двигательной функции — синдром Паркинсона. Резкое повышение экскреции дофамина и его метаболитов с мочой наблюдается при гормонально-активных опухолях. При гиповитаминозе витамина B6 в тканях головного мозга увеличивается содержание дофамина, появляются его метаболиты, которые отсутствуют в норме.

## Метаболизм
Инактивация катехоламинов происходит при участии двух ферментов: катехол-О-метилтрансферазы и моноаминооксидазы с образованием в конечном итоге ванилилминдальной кислоты. Определение ванилилминдальной кислоты в моче используется с целью диагностики феохромоцитомы (опухоли мозгового вещества надпочечников).

## Патология
Ряд патологических процессов в надпочечниках (обычно опухолевой этиологии) связан с постоянным или приступообразным выбросом катехоламинов в синаптическую щель. Наиболее часто встречается т. н. феохромоцитома, то есть опухоль мозгового вещества надпочечников, где и происходит синтез катехоламинов.
В 10 % случаев феохромоцитом наблюдается злокачественное перерождение опухоли. Кроме того, повышение уровня катехоламинов и их метаболитов метанефрина и норметанефрина можно наблюдать при карциноиде.